# Дьябло (Гора)
Дьябло (англ. Mount Diablo) — гірська вершина в Північній Америці. Знаходиться в окрузі Контра-Коста в Каліфорнії, США. Розташована на схід від області затоки Сан-Франциско, на південь від міста Клейтон і на північний схід від міста Данвілл. Висота гори 1178 метрів над рівнем моря. Є ізольованим масивом. 

## Цікаві факти
- Гора Дьябло в серії ігор Grand Theft Auto (GTA) є прототипом гори Чиліад.